# Axel Springer
Axel Cäsar Springer (2. května 1912 Altona – 22. září 1985 Berlín) byl německý novinář a zakladatel a majitel nakladatelství Axel Springer SE.

## Kariéra novináře
Springerova kariéra začala, když působil jako učeň editor v nakladatelství Hammerich & Lesser-Verlag, patřícím jeho otci. Poté absolvoval praxi ve zpravodajské agentuře Wolffs Telegraphisches Bureau a pracoval jako místní reportér pro noviny Bergedorfer Zeitung.
Od roku 1934 pracoval jako novinář pro Altonaer Nachrichten až do nuceného uzavření těchto novin v roce 1941. Od roku 1941 do roku 1945 publikoval literární díla v Hammerich & Lesser Verlag.

## Vydavatel
Springer založil své vlastní vydavatelství Axel Springer GmbH v Hamburku v roce 1946. Vydával noviny Hamburger Abendblatt, kterým předcházely některé časopisy, včetně populárního rozhlasového a televizního programového časopisu Hörzu. V roce 1952 Springer zahájil vydávání tabloidu Bild, který se stal deníkem s významným vlivem na veřejné mínění v Německu.
Pokračoval ve vydávání a skupování novin a časopisů charakteristických zábavními a konzervativními obsahy, z nichž nejznámější je pravděpodobně Die Welt. Společnost Axel Springer AG se stala jednou z největších evropských časopisových, novinových a online společností s více než 230 novinami a časopisy a s více než osmdesáti weby.